# منطقه شمالی (اسرائیل)
منطقه شمالی (به عبری: מחוז הצפון؛ تلفظ: محوز هاطزافون) یکی از شش منطقه کشور اسرائیل است.

## شهرها
- ناصره (مرکز منطقه)
- عکا
- عفوله
- بیت‌شئان
- کرمیئیل
- کریات‌شمونا
- معالوت ترشیحا
- میگدال هائمک
- نهاریا
- ناتسرات عیلیت
- صفد
- سخنین
- شفا امر
- طمره
- طبریه
- یقنعم